# Neerland

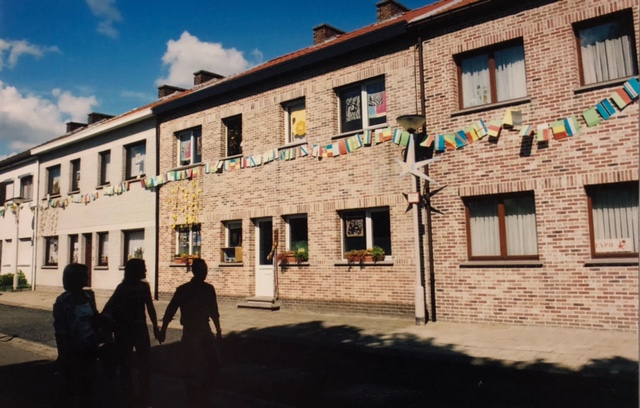
Versierde huizen op de vijftigste verjaardag van de Neerlandwijk

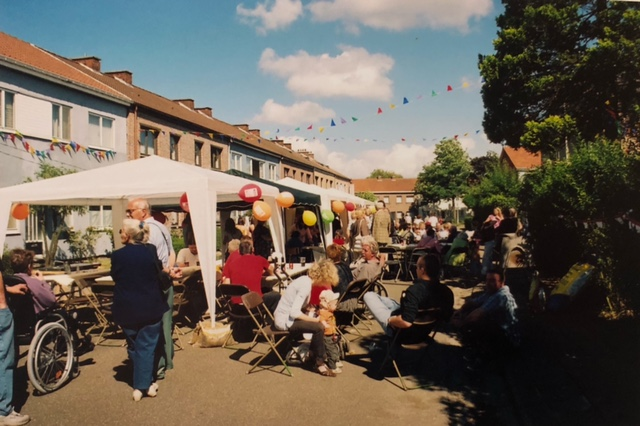
Verkeersvrije straten en een wandelbuffet tijdens de vijftigste verjaardag van de Neerlandwijk

Neerland is een wijk in het zuiden van het Antwerpse district Wilrijk, nabij de Boomsesteenweg. De wijk ontstond naar aanleiding van de eerste naoorlogse wereldtentoonstelling, Expo 58. In eerste instantie werd het gebouwd voor de buitenlandse arbeiders en toeristen, maar het is uitgegroeid tot een woonwijk met zijn eigen kenmerken en geschiedenis.

## Geschiedenis
In 1958 mocht België de eerste wereldtentoonstelling na de Tweede Wereldoorlog organiseren. Er deden zo'n 44 landen mee aan de wereldtentoonstelling en er kwamen 41,1 miljoen bezoekers. Expo 58 vond plaats in Brussel, op de Heizel, maar ook in de rest van de wereld werd er hard gewerkt om indruk te maken. Het leger bouwde onder andere twee tijdelijke bruggen aan de Boomsesteenweg om de verbinding tussen Antwerpen en Brussel te verbeteren en een Oostenrijkse firma bouwde het Edenmotel of het Edencomplex aan een snel tempo om de toeristen en arbeiders een slaapplaats te kunnen geven. De naam Eden is een knipoog gegeven door de bouwvakkers naar taalkundige Jan van Gorp met Origines Antverpianae. Hier bewees hij dat Eden in Antwerpen lag en dat Adam en Eva het Antwerpse dialect spraken. 

### Edenmotel of Edencomplex
Het Edenmotel lag naast de Boomsesteenweg. De motelwijk hier bouwen was ideaal voor een vlotte verbinding tussen Antwerpen en Brussel, waar de wereldtentoonstelling plaatsvond. Het Edenmotel werd gebruikt om de arbeiders die de paviljoenen voor de Expo moesten bouwen een slaapplaats te bieden. Later kregen toeristen de kans om hier te overnachten. Het werd een zeer moderne en luxueuze motelwijk, die vooral door beroemdheden en voor huwelijksnachten werd gebruikt. De Franse komiek Fernandel, de Amerikaanse Jayne Mansfield en ook Marilyn Monroe sliepen in het Edenmotel. Er stonden ongeveer 125 woningen, een ontvangstcentrum, winkeltjes en een restaurant. Elke woning had acht slaapkamers met een groot tapijt, bureau, zitbad, telefoon en radio. De prijs om met twee personen, per nacht in een luxueuze kamer binnen het Edenmotel te logeren was 600 frank (± vijftien euro). Het ontbijt zat mee inbegrepen in de prijs. De wereldtentoonstelling werd een groot feest van de vooruitgang en was een succes. De meeste buitenlandse toeristen trokken terug naar hun land en de huizen binnen de motelwijk werden verkocht.

### Edenwijk
De huizen vielen in de smaak en raakten snel verkocht. Het "Edencomplex" groeide uit tot een nieuwe woonwijk in Wilrijk, genaamd de Edenwijk. De herinneringen die de wereldtentoonstelling achterliet verdwenen. In 1965 werd de helft van de huizen gesloopt voor de uitbreiding van het bedrijf Arpic. Arpic is het huidige bedrijf Atlas Copco, dat van Zweedse oorsprong is. Tot 1998 bleef de originele Eden-receptie staan in de Auditoriumlaan. Het werd niet meer gebruikt als receptie maar het werd omgebouwd tot kleuterschool en kapel. Ondanks de vernieuwingen die gedaan werden, werd ook dit gebouw vol met herinneringen gesloopt. Er werd een grote wijkschool gebouwd voor kinderen van 3 tot 12 jaar oud. De Edenwijk werd een levendige woonwijk met zijn eigen kenmerken en geschiedenis.

### Neerlandwijk
De term Edenwijk werd steeds minder gebruikt, de Neerlandwijk kwam in de plaats. De geschiedenis in de woonwijk verdween niet. Sommige straten hebben nog de naam van tijdens de wereldtentoonstelling zoals de Aziëlaan, Edenlaan, Auditoriumlaan, Paviljoenlaan … Op de straatnaambordjes staat telkens in de linkse hoek onderaan geschreven hoe de straat was in de tijd van Expo 58. Zo staat er op het straatnaambord van de Edenlaan: 'Motelwijk Eden, aangelegd voor bezoekers van Expo '58 te Brussel' en op het straatnaambord van de Auditoriumlaan: 'Expo '58: restaurant en onthaalruimte in de motelwijk Eden'. De parken, winkels en andere praktijken hebben ook nog een vleugje geschiedenis in hun naam zoals huisartsenpraktijk Eden, broodjeszaak 'Broodjes van Eden' en het park van Eden. Het plein in het midden van de wijk heet het Edenplein.  

## Vijftig jaar Neerlandwijk
Op 27, 28 en 29 juni 2008 werd de vijftigste verjaardag van de Neerlandwijk gevierd. Het feest werd gevierd in de stijl van Expo '58. De bewoners uit de wijk versierden het Neerland sinds midden juni. De huizen werden versierd met vlaggetjes van alle  landen die meededen aan de wereldtentoonstelling. Aan elke lantaarnpaal werd een houten ster gehangen waarop groot het cijfer vijftig geschilderd was. De ramen werden versierd met kleurrijke herinneringen aan Expo 58. Verder maakten mensen zelf kunstwerken zoals Adam en Eva uit karton, grote spandoeken over de hele straat, het Atomium uit aluminium en eigen mini-paviljoenen. Op zaterdag 28 juni 2008 werd de hele wijk verkeersvrij gemaakt en werd er gezorgd voor springkastelen, animatie, muziek, een grote barbecue en een wandelbuffet. Deelnemen aan het wandelbuffet kostte drie euro per persoon. Verschillende Vlaamse snorrenclubs kwamen zaterdagavond 'De snor van het Neerland' vieren. Ze gaven flyers en informatie over hun snorrenclub, maakten een praatje en deden vooral mee met iedereen in de Neerlandwijk. Meedoen aan een grote wandelzoektocht voor zowel jong als oud kon tijdens de hele maand juni. De wandelzoektocht was in thema van de wereldtentoonstelling. De opbrengst werd gedoneerd aan de enige jeugdbeweging in de Neerlandwijk: Chiro Jowen. 

## Kortfilm Eden
Op zondag twee augustus 2020 ging de kortfilm Eden in première op Canvas. De kortfilm werd gemaakt door de Belgische foto- en videograaf Jeroen Broeckx en duurt 40 minuten. In de kortfilm worden beelden getoond uit de geschiedenis van de expowijk Neerland, gevolgd door hoe het er in 2020 uitziet. Zowel de typische huizen als het contrast tussen de buren en de identiteit van de wijk worden subtiel in beeld gebracht. Het is een trage televisiedocumentaire zonder dure villa's en sportwagens. De kortfilm is een ode aan het gewone leven waarin iedereen droomt van zijn eigen paradijs. De vraag hoe 'het paradijs' er voor de bewoners van de Neerlandwijk uitziet, werd meerdere keren gesteld. Iedereen gaf een ander antwoord. Bij het stellen van deze vraag werd er subtiel gerefereerd aan de Bijbelse Hof van Eden, waarin Adam en Eva leefden.  

## Bezienswaardigheden

### Park van Eden
Het park van Eden is een groot stuk natuurgebied en de grootste speelnatuurplek in Antwerpen. Kinderen kunnen klimmen in de klimbomen, spelen in de grachten, uitrusten in de wilgenhutjes, rennen door de wilgentunnels en over de heuvels. Ze kunnen bijleren over de natuur en zijn biodiversiteit aan de hand van informatieve borden doorheen het park. Het park van Eden is een plaats vol biodiversiteit. Het lijkt soms dat er geen moeite gedaan wordt om te maaien, maar dat wordt met opzet gedaan om nieuwe waardevolle zaden van bloemen te doen ontstaan. Volwassenen kunnen tot rust komen in het park door de verschillende wandelroutes. Er zijn wandelroutes die toegankelijk zijn voor iedereen door de goede aangelegde ondergrond met af en toe een bankje om uit te rusten. Ook zijn er wandelroutes doorheen de bossen en de natuur. Deze zijn voor de echte wandelaars en/of natuurliefhebbers. De hond meenemen naar het park is ook een optie aangezien het park een hondenweide, hondenvijver en verschillende toestellen om honden te trainen heeft.

### Vredesboom
De vredesboom staat in het midden van de Neerlandwijk tussen planten en kleine struiken. Het beeld is gemaakt op 4 juni 1994 door de Belgische beeldhouwer Frans Wuytack. Op het beeld staat de tekst "In het zicht ademt de geest van vrede tot leven, waarin ruimte toekomst schept zodat het puin van wereldwijde vernedering verlost wordt door handen die zien, overzien en doen". Het beeld staat op een grote steen waarin de handen van verschillende mensen zijn gedrukt. 

### Heilig Naam Jezus-parochiekerk
De Heilig Naam Jezus werd op 8 november 1998 ingewijd. De kapel heeft een moderne en rustgevende uitstraling. Haar kenmerkende verticale ramen, klokkentoren, subtiele kruis en de zichtbare klok maken het gebouw herkenbaar. In de kapel wordt het altaar verlicht door een groot koepelraam en geven de houten kruisjes, het bronzen beeld van de verrezen Heer, het Mariabeeld uit de 17de eeuw en andere kunstwerken een religieus karakter aan het gebouw. De kapel wordt gebruikt voor misvieringen op zondag en tijdens christelijke feestdagen, communies, doopsels, trouwen en begrafenissen. Ook de wijkschool 'De Neerlandschool' maakt gebruik van het gebouw om vieringen te houden met een grote groep leerlingen, zoals bijvoorbeeld tijdens de Advent. 

Bezienswaardigheden in de Neerlandwijk
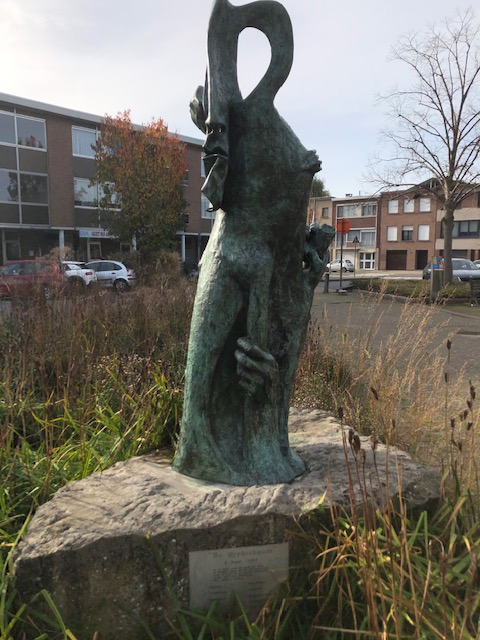
De vredesboom
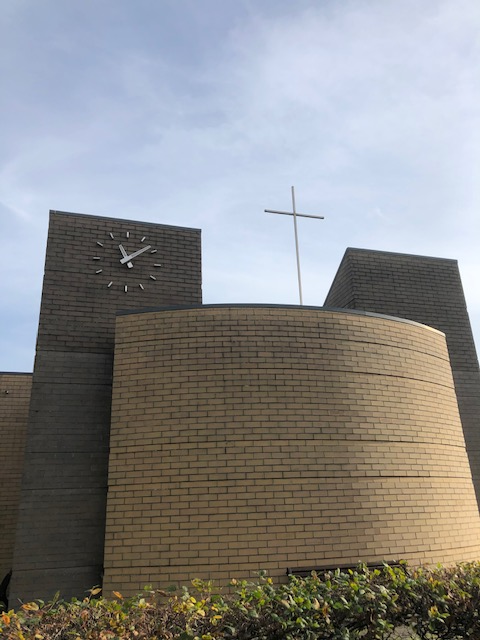
De Heilig Naam Jezus-parochiekerk
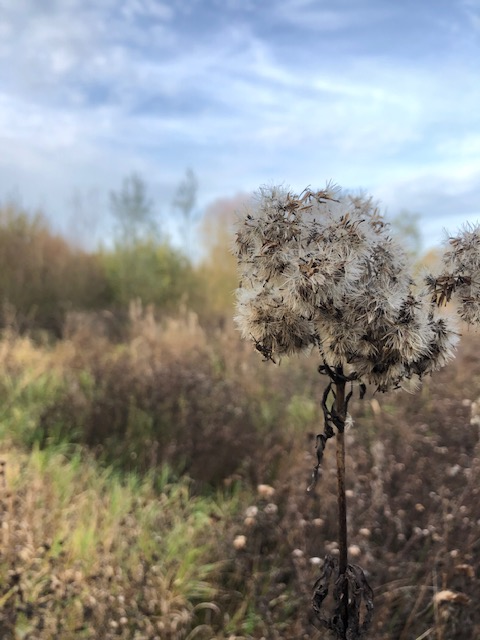
Het park van Eden: biodiversiteit
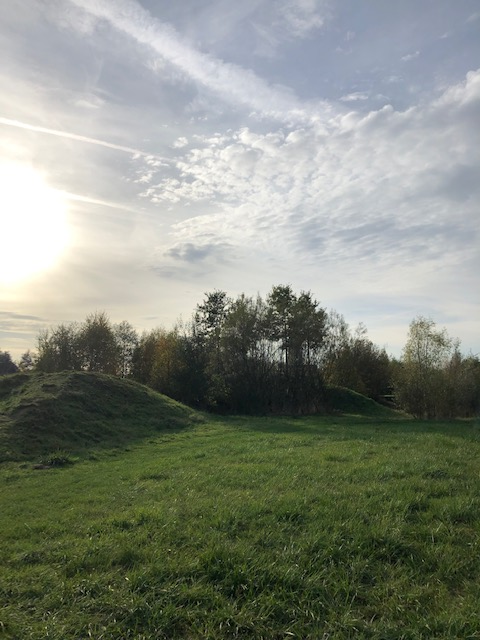
Het park van Eden: speelheuvels
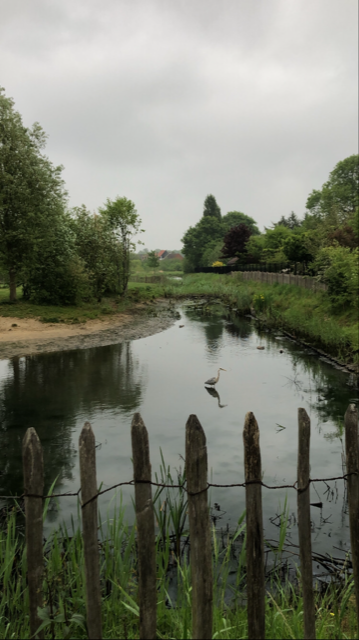
Het park van Eden: hondenvijvers
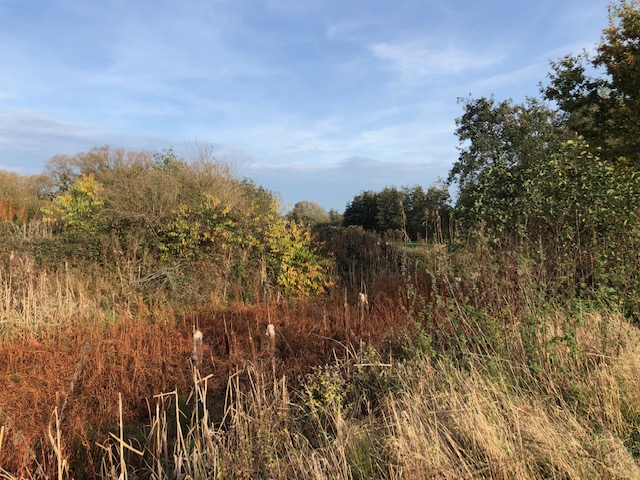
Het park van Eden: wandelpad